# Adelophryne
Adelophryne és un gènere d'amfibis de la família Leptodactylidae.

## Taxonomia
- Adelophryne adiastola (Hoogmoed & Lescure, 1984)
- Adelophryne baturitensis (Hoogmoed, Borges & Cascon, 1994)
- Adelophryne gutturosa (Hoogmoed & Lescure, 1984)
- Adelophryne maranguapensis (Hoogmoed, Borges & Cascon, 1994)
- Adelophryne pachydactyla (Hoogmoed, Borges & Cascon, 1994)